# Gabrielów (Brzozowa)
Gabrielów – przysiółek wsi Brzozowa w Polsce położona w województwie świętokrzyskim, w powiecie włoszczowskim, w gminie Secemin.
Miejscowość  położona w pobliżu drogi wojewódzkiej nr 786, jest częścią składową sołectwa Brzozowa.
W latach 1975–1998 Gabrielów należał administracyjnie do województwa częstochowskiego.